# Saint-Junien-les-Combes
Saint-Junien-les-Combes – miejscowość i gmina we Francji, w regionie Nowa Akwitania, w departamencie Haute-Vienne.
Według danych na rok 1990 gminę zamieszkiwało 215 osób, a gęstość zaludnienia wynosiła 10 osób/km² (wśród 747 gmin Limousin Saint-Junien-les-Combes plasuje się na 418. miejscu pod względem liczby ludności, natomiast pod względem powierzchni na miejscu 309.).

## Populacja

Populacja Saint-Junien-les-Combes latach 1962–2008